# Slatina (gmina Cirkulane)
Slatina – wieś w Słowenii, w gminie Cirkulane. W 2018 roku liczyła 106 mieszkańców.